# سنية شوقي
سنية شوقي (1927 - 1978) ممثلة وراقصة مصرية، من مواليد الإسكندرية عام 1927 وعملت بالرقص بملاهي الإسكندرية في منتصف الثلاثينيات، وانجذبت للعمل بالسينما المصرية واشتركت كراقصة في العديد من الافلام، كما اشتركت في فيلم «فاطمة» عام 1947 مع أم كلثوم. التقت بفريد شوقي في عام 1949 وتزوجته بعد أن اشترط عليها اعتزال الرقص، لكن زواجهما لم يدم طويلاً لشدة غيرتها عليه، وحينما علمت بنيته الانفصال أقدمت على الانتحار في محاولة فاشلة.

## قائمة أعمالها
فيلم «مبروك» للمخرج فؤاد الجزايرلي عام 1937
فيلم «عمر وجميلة» للمخرج كارلو بوبا عام 1937
فيلم «عثمان وعلي» للمخرج توجو مزراحي عام 1938
فيلم «كدب في كدب» للمخرج توجو مزراحي عام 1944
فيلم «فاطمة» للمخرج أحمد بدرخان عام 1947
فيلم «السجينة رقم 17» للمخرج عمر جميعي عام 1949
فيلم «5 شارع الحبايب» للمخرج السيد بدير عام 1971

## وصلات خارجية
- سنية شوقي على موقع IMDb (الإنجليزية)
- سنية شوقي على موقع الدهليز
- سنية شوقي على موقع قاعدة بيانات الأفلام العربية
- سنية شوقي على الدهليز
- سنية شوقي على كاروهات